# Lawrence Frank
Lawrence Frank, né le 23 août 1970, à New York, est un entraîneur américain de basket-ball. Il dirige à deux reprises une équipe NBA, les Nets du New Jersey de 2004 à 2009, et les Pistons de Détroit, de 2011 à 2013.

## Biographie
Né dans une famille juive de New York, il a grandi à Teaneck dans le New Jersey, Frank est diplômé de Teaneck Lycée, mais n'a jamais fait partie l'équipe de basket-ball de l'école. « À 20 ans, Frank était l'arrière de l'équipe de Teaneck High School, jouant aux côtés du prometteur joueur de NBA Tony Campbell. Frank a été assez bon pour rêver de jouer en NBA  et pour gagner une place dans le Howie Garfinkel Basketball Camp Five-Star ». Il a joué pour l'équipe du Centre communautaire juif et a également été un joueur-entraîneur pour l'équipe Jeunesse Catholique Organisation.
Frank a obtenu son B.S. (Baccalauréat universitaire ès sciences, Baccalauréat universitaire ès sciences) à l'Université d'Indiana en 1992, où il a passé quatre saisons en tant que gestionnaire de l'équipe de basket Hoosier dirigé par Bobby Knight. Il détient également une M.S. (Master of Science, Maîtrise universitaire ès sciences) en administration de l'éducation de Université Marquette. Lawrence Frank et son épouse, Susan, ont deux filles, et résident à Demarest dans le New Jersey.
Frank a officié comme entraîneur adjoint à l'Université du Tennessee pendant trois saisons sous la coupe de l'entraîneur-chef Kevin O'Neill. Frank a d'abord travaillé avec O'Neill comme assistant personnel de l'Université Marquette en 1992 et pendant son mandat, a aidé à mener les Warriors de Marquette à deux participations au tournoi final de la NCAA, dont une élimination au Sweet Sixteen, aussi appelé demi-finale régionale, l'équivalent d'un huitième de finale, en 1994.
Frank a ensuite passé trois saisons comme entraîneur adjoint des Grizzlies de Vancouver sous la houlette de Brian Hill.

## Entraineur des New Jersey Nets
Frank est devenu l'entraîneur-chef par intérim des Nets du New Jersey le 26 janvier 2004, succédant à Byron Scott, après avoir été entraîneur-adjoint de l'équipe depuis la saison 2000-01. Il est officiellement devenu l'entraîneur-chef des Nets sur le 21 juin 2004.
Frank a commencé sa carrière d'entraîneur de NBA en réalisant une série de 13 victoires consécutives du 27 janvier au 24 février 2004. cette série constitue un nouveau record NBA pour les victoires consécutives pour un entraîneur-chef entamant une carrière d'entraîneur. Cette séquence de 13 victoires consécutives est également la plus longue série victorieuse de tout entraîneur débutant, pour les quatre grands sports professionnels. Pendant la séquence, les Nets ont remporté six matchs consécutifs à l'extérieur.
Les Nets ont confirmé l'option de prolongation d'un an de Lawrence Frank le 6 juin 2006, et ajouté une prolongation de trois ans le 23 juillet 2007. Mais il a été démis de ses fonctions le 29 novembre 2009, après le début catastrophique des Nets qui ont commencé la saison 2009-2010 par 17 défaites consécutives (égalant le record du Heat de Miami en 1988-89 et des Clippers de Los Angeles en 1999-2000).
En cinq ans, son bilan avec les Nets du New-Jersey est de 224 victoires pour 241 défaites. Lors de ses trois premières saisons d'entraineur il conduit les Nets aux playoffs. Les Nets sont battus en demi-finale de conférence en 2005-2006 (par Miami 1-4) et en 2006-2007 (par Cleveland 2-4) et au premier tour en 2004-2005 (par Miami 0-4).